# Sint-Werenfriduskerk (Workum)
De Sint-Werenfriduskerk is een kerkgebouw in Workum in de Nederlandse provincie Friesland.

## Geschiedenis
De rooms-katholieke pseudobasilikale kruiskerk is gewijd aan Werenfried van Elst. De neogotische kerk uit 1877, die een ouder bouwwerk verving, werd gebouwd naar ontwerp van architect Alfred Tepe, die vier kerken in Friesland bouwde. Het orgel uit 1884 werd door Adema uit Amsterdam gebouwd. De toren is 65 meter hoog.
De kerk is sinds 1976 rijksmonument en werd gedurende de periode 1989-2003 gerestaureerd. Het orgel werd in 2004 gerestaureerd. De kerk kreeg, doordat deze als kanjermonument was aangemerkt (een rijksmonument dat een restauratieachterstand heeft en extra geld krijgt), een bedrag van 2,7 miljoen gulden. In de voormalige pastorie van de kerk is een museum gehuisvest met een collectie roomse gebruiksvoorwerpen en een aantal schilderijen van pastoor Janning.
In de kerk bevinden zich gebrandschilderde ramen, beeldhouwwerken en kruiswegstaties. 
In verband met de verkoop van de kerk werd in januari 2022 bekendgemaakt dat het kerkinterieur (het hoogaltaar en zijaltaren uit het atelier van beeldhouwer Friedrich Wilhelm Mengelberg) zal worden overgebracht naar de in 2018 afgebrande Sint-Urbanuskerk in Bovenkerk (Amstelveen) die herbouwd wordt.

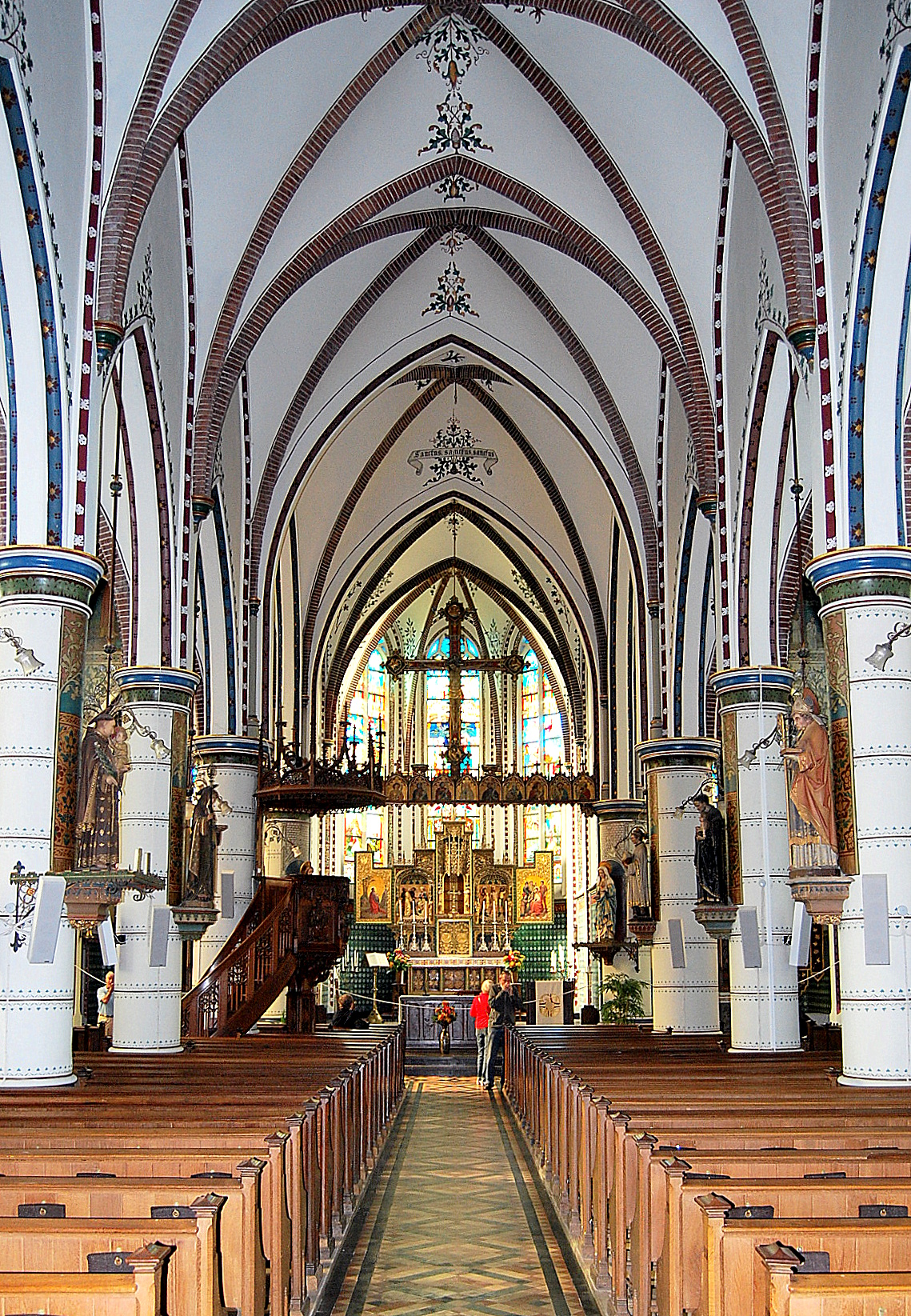
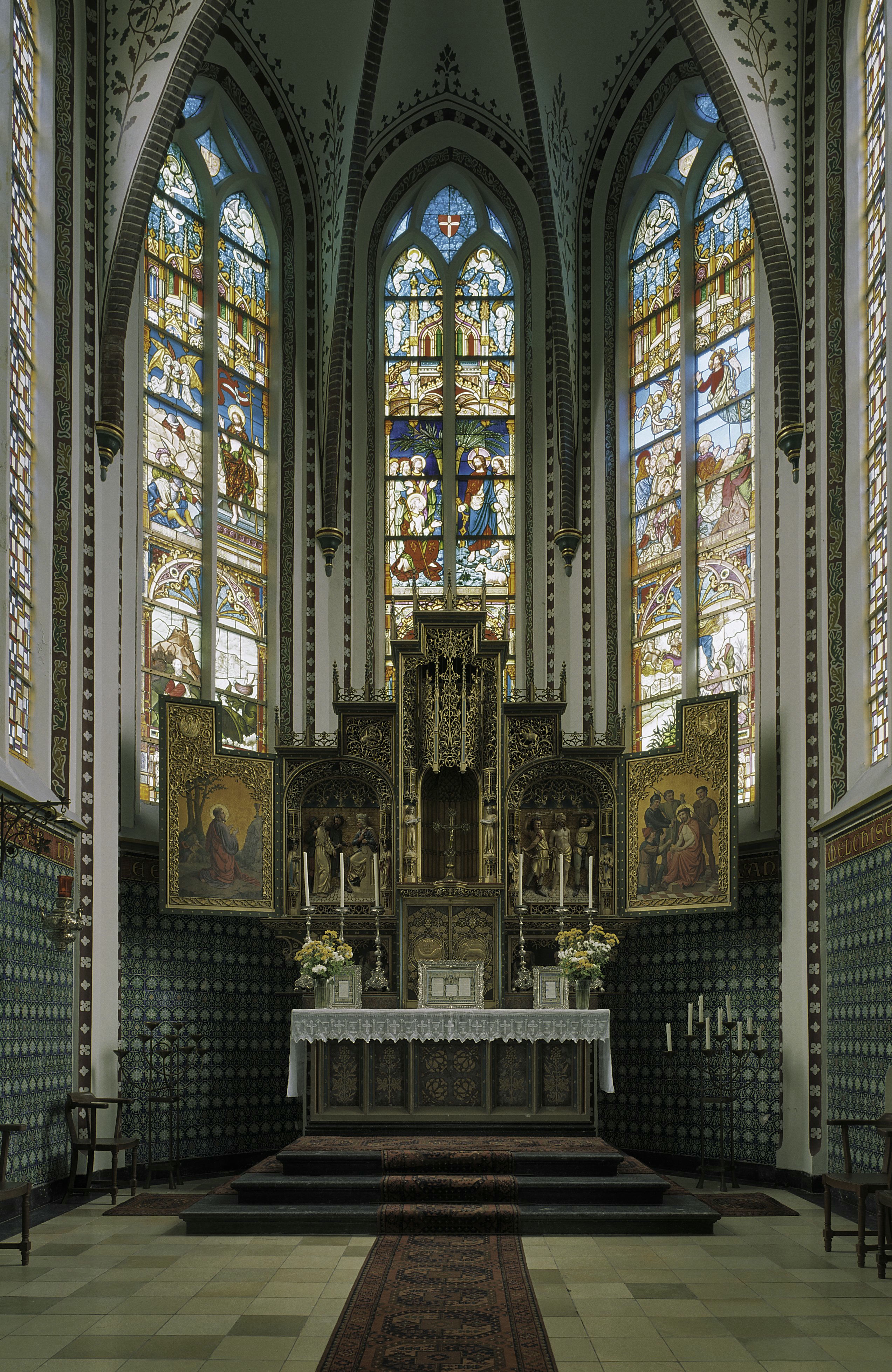
Koor en altaar
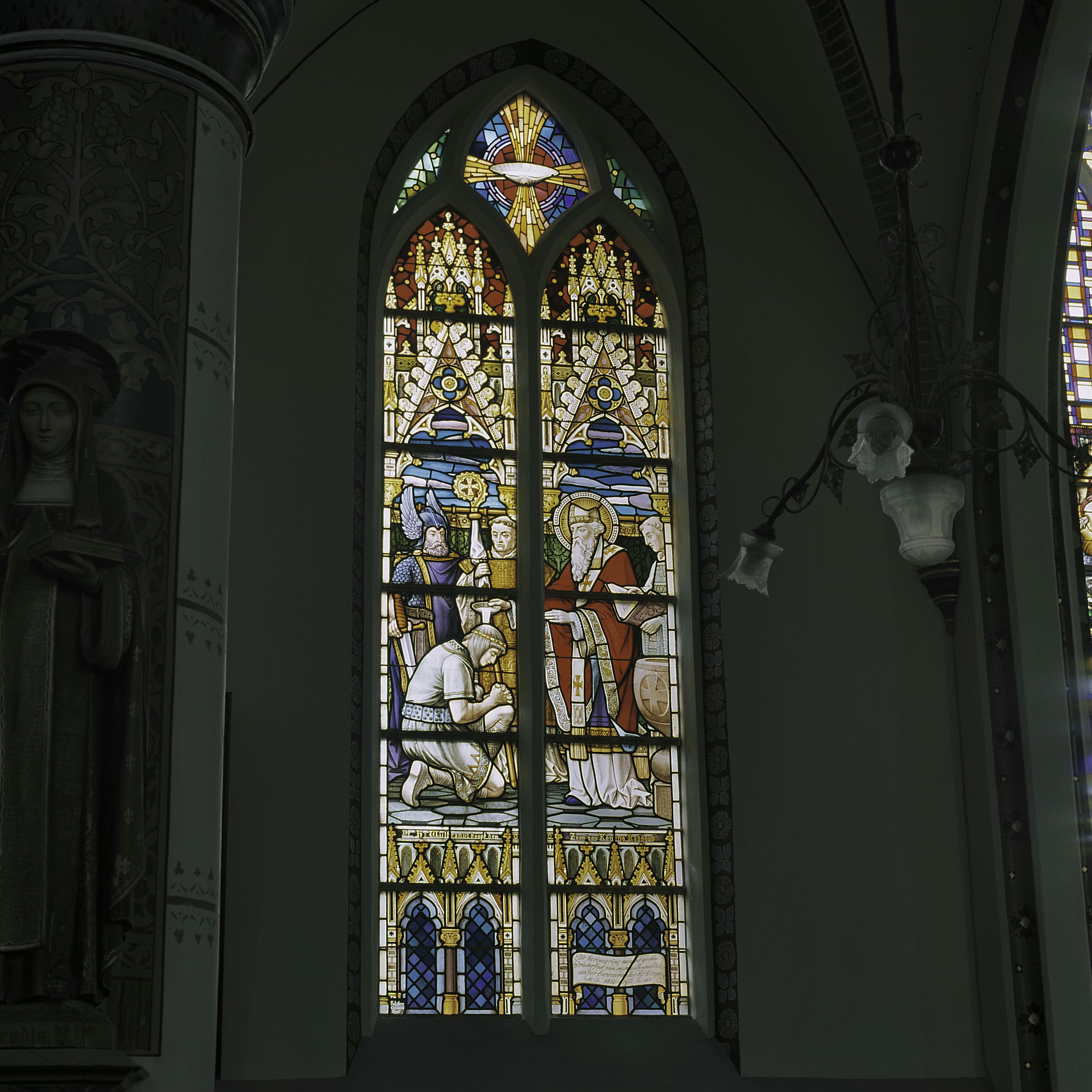
Gebrandschilderd glas
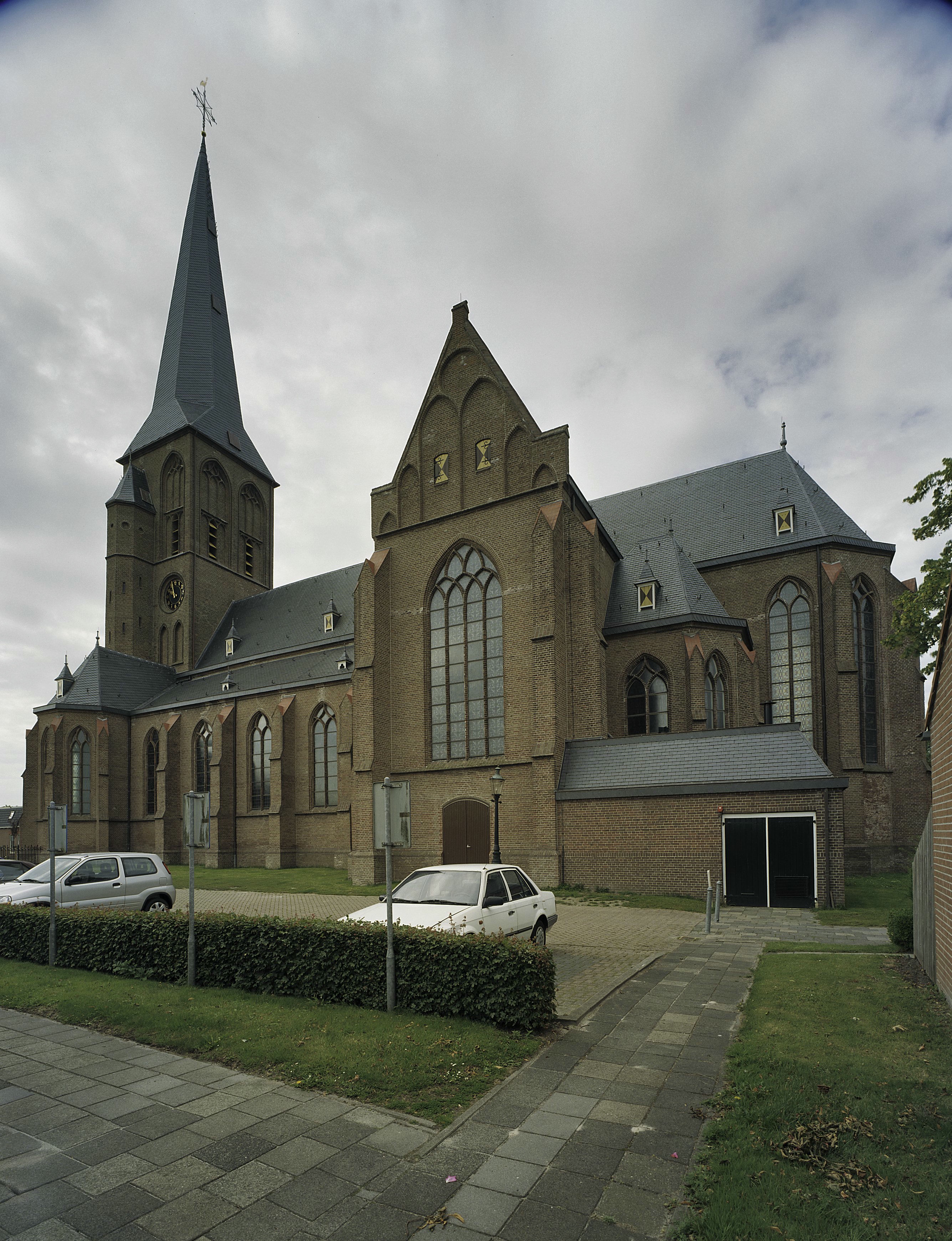
Oostgevel

In de naastgelegen pastorie was van 1985 tot 2020 het Museum kerkelijke kunst gevestigd.